# Fabio Moro
Fabio Moro (Bassano del Grappa, 13 de julho de 1975) é um ex-futebolista italiano, que atuava como zagueiro e seu último clube foi o Chievo.[carece de fontes?]
Começou sua carreira, na base do Milan, porém depois de rodar vários clubes intermediários italiano, ganhou espaço no time do Chievo Verona, no acesso de 2000-2001, do modesto time de Verona, levou a disputar o campeonato da Serie A, onde se firmou como titular e capitão, e foi titular em sucessivas temporadas, após o rebaixamento para a Serie B, em 2007-2008, acabou cedendo seu cargo de titular e a braçadeira de capitão da equipe, mesmo assim, completou dez anos no clube, e é um dos recordistas do time em jogos pela primeira divisão, sendo um dos poucos remanescentes do histórico acesso, ao lado de Luciano, faz parte da vecchia guardia da equipe.

## Títulos
Chievo Verona
- Serie B: 2007-2008